# Özge Ulusoy
Özge Ulusoy (ur. 28 października 1982 w Ankarze) – turecka modelka, balerina, aktorka serialowa i filmowa, Miss Turcji 2003 i prezenterka telewizyjna. W serialu Wspaniałe stulecie odgrywała rolę Anny Jagiellonki.